# Aagna
aagna（アーニャ、1990年1月13日 - ）は日本の歌手、女優、タレントである。東京都出身。明治大学文学部卒業。株式会社P.B.P所属。
幼い時から人を笑わせることと歌うことが好きで、物心がついた時には、表現者になることを志す。aagnaの由来は、イギリスの血が入っているため、幼い時からのニックネーム。

## 経歴
小学6年生の時に初出場した、YAMAHA MUSIC FESTIVAL2003で「グランプリ」「あんたが大賞」ダブル受賞。
2005年3月、スマイルボーカルオーディションの応募者2万人の中から選ばれ、「Sister Q」のAYAとして東芝EMIよりメジャー・デビュー。その後、様々なイベントやライブに出演。4枚のシングルをリリースし、デビューシングル「Night and Day」がドラマ主題歌に選ばれる。
2006年10月、sisterQ解散。その後、学業に集中するため一時芸能活動を休止。明治大学文学部心理社会学科に合格し、2013年9月に卒業。
2010年活動再開。数年にわたり舞台、モデル、MC、タレント、お笑い芸人のアシスタントとして活動（出演項参照）、
2013年9月、aagnaとしてメジャー・デビュー。デビュー・アルバム「Love aagna」収録曲「forever feat.Noa」はレコチョク ジャンル別ランキング1位を獲得。

## 人物
| 項目                     | 回答                                                   |
| ------------------------ | ------------------------------------------------------ |
| 座右の銘                 | 意志あるところに道は通ずる                             |
| 特技                     | コミカルな動き、顔マネ、歌                             |
| 自慢できること           | 人や環境に恵まれていることと、運気                     |
| 好きな食べ物             | 和、韓、仏、伊、米、有機、なんでも好き                 |
| 好きなスポーツ           | ドッジボール                                           |
| 好きなTV番組             | American IDOL,X Facter，海外ドラマ                     |
| 好きな動物               | 相棒のチワワ。哺乳類も爬虫類もヘビも首に巻くぐらい好き |
| 好きな色                 | 白,ヴィヴィットカラー                                  |
| 好きな言葉               | ありがとう、美味しい！                                 |
| 譲れないもの             | オフの日はノーメイク                                   |
| 子供の頃なりたかった職業 | テレビのなかの人                                       |
| 持ってる資格             | 温泉ソムリエ                                           |

## エピソード
同事務所のおしゃべりお笑いユニット「とかげベイベー」のコンビ名を相談中、aagnaが「とかげベイベーだっけ?」と口走り、「とかげベイベー」に決定した。

## 音楽
SisterQ名義
1. 「Night and Day」 - 2005年3月2日発売、TBS系ドラマ 日曜劇場「Mの悲劇」主題歌
2. 「Step One」 - 2005年8月10日発売、TX系アニメ「ガラスの仮面」エンディングテーマ
3. 「WORKING GIRL」 - 2005年3月8日発売、TX系「ドライブA GO! GO!」エンディングテーマ
4. 「愛と夢」 - 2006年7月26日発売、テレビ朝日系全国ネット「KID'S NEWS」エンディングテーマ

aagna
- 「Love aagna」 Debut album - 2013年9月4日発売、日本テレビ「それゆけ!ゲームパンサー!」「ポシュレデパート」「ミュージックドラゴン」エンディングテーマ。

MV
- forever feat.Noa（Album 「Love aagna」より） - YouTube

## 出演

### メディア
- 2006年 -NHK総合テレビジョン「POPJAM」
- 2006年 -フジテレビジョン「魁!音楽番付」
- 2010年11月 - USTREAM「楽天みんなの就職TV」MC
- 2010年10月23日 - TBSテレビ「バース・デイ」「山本愛 編」再現VTR 山本愛役
- 2012年 7月〜 - USTREAM「SAROME TV」・「SAROME NIGHT BAR」MC
- 2012年 10月 -千葉テレビ「THE クイズプライスショー」ゲストパネラー

### モデル
- デサント 2012年AW 2013年SS Move Sport Womans メインモデル
- 2012年12月「BATMAN ARKHAMCITY ARMORED EDITION」イメージモデル
- 2012年 7月〜 iFitness イメージモデル
- キャンペーン生活！　レギュラーモデル　2012年〜
- チュングエン ベトナムコーヒー ジャパンイメージガール　2013年〜

### 雑誌、新聞
- 2013年 9月
  - 愛媛こまち」撮影・インタビュー
  - 「タウン情報まつやま」撮影・インタビュー
  - 「愛媛新聞」撮影・インタビュー
- 2013年10月「BASE MAGAGINE」表紙撮影&インタビュー

### 舞台
- 2010年 8月 「オサエロ」出演
- 2010年 9月 「プレイス」出演
- 2011年 1月 「12人の怒れる女」出演
- 2012年 2月 「PRIDE」出演

### 映画
- 2011年 10月「縁切り村〜デッド・エンド・サバイバル〜」

### ラジオ
レギュラー 
- 2005年4月〜2006年3月 「USEN CG38ch」

 ゲスト 
- 「HIT’S THE TOWN」（エフエムナックファイブ）
- 「AIR CRUISE」（横浜エフエム放送）
- 「BAY COMFORT」（ベイエフエム）
- 「J-HITS POWER STATION」（エフエム富士）
- FEEL SO MUSE（エフエム富士）
- つちやRYU'S BAR（FMやまと）
- Adult Nostalgic Radioshow～ANR大人の秘密基地（横浜エフエム放送）
- カモれでぃNIGHT!（エフエム愛媛）